# 7. Flak-Division
La 7. Flak-Division (7e division de Flak) est une division de lutte antiaérienne de la Luftwaffe allemande au sein de la Wehrmacht durant la Seconde Guerre mondiale.

## Historique
La 7. Flak-Division est mise sur pied le 1er septembre 1941 à Cologne à partir du Luftverteidigungskommando 7.
Le Stab/Flak-Regiment 120 (o) (Flakgruppe Wuppertal) quitte la division en mars 1944. À la même date, le Stab/Flakscheinwerfer-Regiment 84 (o) (Flakscheinwerfergruppe Köln) est remplacé par le Stab/Flakscheinwerfer-Regiment 113.
En avril 1944, le Stab/Flak-Regiment 112 (Eisb.) rejoint la division, et la quitte en juillet 1944. Entre-temps en juin 1944, le Stab/Flak-Regiment 47 (o) (Flakgruppe Leverkusen) a quitté la division.
Le Stab/s.Flak-Abteilung 514 (o) (Flakgruppe Aachen) quitte la division en septembre 1944.
En février 1945, la division est à Mönchen-Gladbach et contrôle 99 batteries de Flak lourdes, 56 de Flak moyennes et légères, 34 projecteurs de recherches, 1 unité de Luftsperr (ballons dirigeables), et 7 compagnies de Nebelwerfer.
Le 1er mars 1945, la division est à Herborn.

## Commandement
| Début              | Fin             | Grade           | Nom                    |
| ------------------ | --------------- | --------------- | ---------------------- |
| 1er septembre 1941 | 13 février 1942 | General         | Heinrich Burchard (en) |
| 21 février 1942    | 28 février 1943 | Generalleutnant | Rudolf Eibenstein      |
| 1er mars 1943      | 9 juillet 1944  | General         | Heinrich Burchard      |
| 1er août 1944      | 17 avril 1945   | Generalmajor    | Alfred Erhard (de)     |

### Chef d'état-major(Ia)
| Début         | Fin           | Grade     | Nom               |
| ------------- | ------------- | --------- | ----------------- |
| ?             | ?             | Major     | Reuter            |
| ?             | Juillet 1944  | Major     | Götze             |
| 3 août 1944   | Novembre 1944 | Hauptmann | Heinz Schmidt     |
| Novembre 1944 | Mai 1945      | Hauptman  | Richard Holzwarth |

## Organisation

### Rattachement
| Début              | Fin             | Commandement        |
| ------------------ | --------------- | ------------------- |
| 1er septembre 1941 | 23 février 1945 | Luftgau-Kommando VI |
| 23 février 1945    | 17 avril 1945   | III. Flakkorps (de) |

### Unités subordonnées
Formation le 1er septembre 1941 :
- Stab/Flak-Regiment 14 (o) (Flakgruppe Köln)
- Stab/Flak-Regiment 47 (o) (Flakgruppe Leverkusen)
- Stab/Flak-Regiment 144 (Flakgruppe Brühl)
- Stab/Flakscheinwerfer-Regiment 84 (o) (Flakscheinwerfergruppe Köln)
- Luftnachrichten-Abteilung 127

Organisation au 1er novembre 1943 :
- Stab/Flak-Regiment 14 (o) (Flakgruppe Köln)
- Stab/Flak-Regiment 47 (o) (Flakgruppe Leverkusen)
- Stab/Flak-Regiment 120 (o) (Flakgruppe Wuppertal)
- Stab/Flak-Regiment 144 (Flakgruppe Brühl)
- Stab/Flak-Regiment z.b.V. (Flakgruppe Aachen) [Stab/s.514]
- Stab/Flakscheinwerfer-Regiment 84 (o) (Flakscheinwerfergruppe Köln)
- Luftnachrichten-Abteilung 127

Organisation au 1er août 1944 :
- Stab/Flak-Regiment 14 (o) (Flakgruppe Köln)
- Stab/Flakscheinwerfer-Regiment 113 (o) (Flakscheinwerfergruppe Köln)
- Stab/Flak-Regiment 144 (Flakgruppe Brühl)
- Stab/s.Flak-Abteilung 514 (o) (Flakgruppe Aachen)
- Flak-Transport-Bttr. 3./VI, 19./XI et 127./IV
- Luftnachrichten-Abteilung 127

### Livres
- Georges Bernage & François de Lannoy, Dictionnaire historique de la Luftwaffe et de la Waffen-SS, éditions Heimdal, 1998
- (de) Karl-Heinz Hummel:Die deutsche Flakartillerie 1935 - 1945 - Ihre Großverbände und Regimenter, VDM Heinz Nickel, 2010